# 菖蒲菜月
菖蒲 菜月（あやめ なつき、9月20日 - ）は、日本の女優 。

## 来歴
2023年、テレビ朝日暴太郎戦隊ドンブラザーズ第44話ゲスト女性社員役で初のテレビドラマキャスト出演を果たし、
同年ミュージカルゴーストミュージカル（音楽監督山口琇也）にてミュージカルでの初のメインキャスト三人姉妹・長女役を演じ、山科諒馬と共演。
5歳よりクラシックバレエとピアノを始め、小学校から国立音楽大学附属で学び、附属高校声楽専攻を卒業後、ミュージカルに転向。
また14歳より牧阿佐美バレヱ団附属橘バレヱ学校で学ぶ。物心ついた頃から、宝塚の花總まりに影響を受け、将来をミュージカルの世界で生きると決意。
母の伯母（母方の祖父の姉）がOSK日本歌劇団に在団していたことがあるという。
当時東京都東久留米市（〜高2まで）に住んでいた為、通いやすい国立音楽大学附属小学校に入学する。
母の伯母が宝塚好きだったことから、(曾祖母の代から宝塚ファン)劇場につれていかれ、初観劇は四歳の頃の真矢ミキ主演の花組公演。
まさかの客席で一緒に歌い出し、大喜び。｢これが私の生きる世界だ！｣と思い、舞台が大好きに！。つらいことがある時も、｢いま死んだらこの舞台に立てなくなるんだ！｣と 思うことで、生き延びられたという。国立音楽大学附属高等学校音楽科声楽専攻を卒業。

## 主な出演作
2020年
- 10月 - ミュージカルライブ立花裕人MC｢菖蒲菜月&酒井萌音トーク&ライブ｣汐留Blue Mood

2021年
- 第33回池袋演劇祭参加作品 舞台「MUSE」Engisha Theater Company 美貴役
- ラキールCMにて、ダンスシーンスタンドイン（本役松本妃代)とダンスアドバイザーとして振付監修も務める。
- 日比谷フェスティバル広崎うらん作品「Let's Ball(バル)Vol.3惑星で踊ろう！」ダンサー、人間国宝津村禮次郎と共演。

2022年
- 1月 - FM Tokyo854 ミュージカル紹介番組　「R'sMessage」ゲスト出演
- ミュージカルハートスートラで

三世諸仏役（ダンスソロ）を演じる。光枝明彦伊藤俊彦と共演。
- 日本テレビ「ポシュレ」人気有名人が商品プレゼンしますSP2 でモデルとして初のスタジオ出演。田中理恵遼河はるひ水野裕子と共演。

2023年
- テレビ朝日暴太郎戦隊ドンブラザーズ第44話　ゲスト　女性社員役
- ミュージカルゴーストミュージカル（音楽監督　山口琇也）にてミュージカルでの初のメインキャスト　三人姉妹・長女役山科諒馬と共演。
- 舞台【CHICACO】（主催Alexsandrite stage）小池美和役（マミドゥ不動産営業補佐役）澄華あまね和興藤田よしこと共演。

その他
- 郡司行雄プロデュースvol135.ミュージカル 「GANG」※2 音楽:玉麻尚一) レオン役
- 日本テレビ　「知らなくていいコト」
  - 第二話　婚活パーティー参加者吉井真由美役

## 人物
- 昭和のドラマや映画が大好きで、特に
- 山本陽子、栗原小巻の大ファン。
- これまでに柴田智子にボーカルを師事。
- 宝塚歌劇団宙組主演娘役の星風まどかは国立音楽大学附属小、中学校の後輩。後にトップになった際星風の印象について、「学校では、とても小柄で(その学年は特にかわいい子も多く)あまり目立ったり、自分から人前に出てた印象がないので、「あの、あの子が？！」とびっくりしたが、校内で星組の観劇バッグを持ってるのを見て　(自身もファンだったので)気にはしていた」周りに話している。
- 同宝塚歌劇団雪組娘役トップスターの夢白あやは、橘バレヱ学校で一緒に学んだ仲間だという。
  - 橘バレヱ学校ではテレビドラマ赤い靴で一世を風靡したゆうきみほや名プリマの青山季可、伊藤友季子、成澤淑栄、吉岡まな美などに師事。「直接接させて頂けるだけで多くのものを吸収させて頂けた、自分の今の礎になっている経験」と語る。
- 宮内真理子の元でジャイロキネシスを師事し、2019年2月にジャイロキネシス認定アプレンティストレーナー資格を取得。